# Antropologi
Antropologi er det videnskabelige studie af mennesker, deres kulturer, samfund og adfærd. Det er almindeligt at skelne mellem kulturantroplogi (studie af kultur), biologisk antropologi (studie af menneskehedens biologiske udvikling), arkæologi (studie af tidlige samfund) og lingvistisk antropologi (studie af sprog) samt filosofisk antropologi (studie af begrebet om mennesket).  
Der skelnes inden for antropologien mellem forskellige traditioner, herunder den amerikanske kulturantropologi, den britiske socialantropologi og til en vis grad kontinentaleuropæisk etnografi. Antropologi er nært beslægtet med Etnologi, hvor sidstnævnte er specifikt målrettet kulturer, sociale strukturer, politik og grænsedragninger, snarere end den biologiske antropologi.
Ved hjælp af den antropologiske forskning, ofte opnået gennem feltarbejde, kan man lave synkrone sammenligninger mellem forskellige samfund, eller arbejdet kan munde ud i diakrone fremstillinger over bestemte samfunds udvikling gennem en periode. Den første forskningsretning er særligt interesseret i strukturelle fællestræk ved menneskelige samfund. Den sidste er derimod en kontemporær eller historisk forskning med vægten på "fremmede" kulturer.
Traditionelt har antropologer og etnografer deltagerobserveret i såkaldte "fremmede" kulturer, dvs. uden for den vestlige sfære. Men i takt med den videnskabsteoretiske udvikling i faget sættes der i høj grad også spørgsmålstegn ved forudsætningerne for denne antagelse om det "fremmede" og ligeledes, hvad antropologens rolle og position er i felten og som teoretiker. Antropologer opfattes som havende en "dobbeltrolle" i felten. De er del af de handlinger, de observerer, og de er med til at skabe disse. Men samtidig er de ikke fuldt ud integreret pga. deres forskerrolle, og fordi de som regel kommer fra en anden kulturel baggrund end den, de udforsker.

## Antropologiens historie
Antropologi som tradition kan spores tilbage til kolonitidens administrative beskrivelser af de forskellige kolonier samt opdagelsesrejsendes rejsebeskrivelser. Den moderne antropologi i den første halvdel af det 20. århundrede nævner særligt Franz Boas, Edward Burnett Tylor, Bronisław Malinowski og E. E. Evans-Pritchard. I 1970erne var antropologien ofte marxistisk inspireret, men marxismen havde ikke en mere langsigtet videnskabsteoretisk indflydelse på faget. 1980erne var præget af postmoderne overvejelser, mens antropologien siden har været meget mere selvsikker om dets unikke bidrag til samfundsvidenskaberne. Særligt omkring forståelse af kulturel kompleksitet, fortolkning af betydningssystemer og som mediator i kulturelle konflikter.

## Antropologiuddannelser i Danmark
Dette afsnit eller denne liste er kun påbegyndt. Hvis du ved mere om emnet, kan du hjælpe Wikipedia ved at tilføje mere.

Der findes forskellige antropologiuddannelser, herunder både ved Københavns Universitet og Aarhus Universitet. På Aalborg Universitet findes faget Teknoantropologi, såvel som man på Syddansk Universitet kan læse Biologisk Antropologi. 
Derudover minder antropologien om faget Europæisk Etnologi, som har et langt mere kulturhistorisk perspektiv, såvel som et fokus på Europa og Norden i særdeleshed. Traditionelt har antropologerne, som en del af den koloniale verden, rejst ud og beskrevet "fremmede" folkefærd, mens etnologerne har studeret folkeliv i landendes egne befolkninger.